# 張喜凱
張喜凱（英語：Teoh Xi-Kai、1998年10月29日—），為馬來西亞出生的台灣棒球選手，守備位置為投手。曾效力於中華職棒樂天桃猿，2022年季末於擴編選秀會上被新球隊台鋼雄鷹選中，因而轉效力台鋼雄鷹。

## 早年
張喜凱出生於馬來西亞，父親是馬來西亞人，母親則是台灣泰雅族原住民。另有一同母異父的哥哥劉漢之，為男子音樂團體泰坦TITAN的成員。
因在12歲前未在當地辦理身分證而無馬來西亞國籍，小學前就搬回台灣，居住新北市烏來區，為了打棒球因此跑到新莊區的民安國小就讀，並在小學的暑假曾接受後來的隊友，當時尚在就讀台北體院的陳禹勳指導。當時仍以野手為主，直到高中時才擔任投手，並使用側投，後來教練又將他改為低肩投法，自此便以該種投球方式出賽。
2016年，3月在高中棒球聯賽中帶領桃園農工闖進冠軍賽，並主投6局無失分，最後因雨而裁定比賽，他也以6局完封的成績擊敗西苑高中，桃園農工拿下隊史在高中棒球聯賽木棒組的首個冠軍；8月，入選亞洲青棒錦標賽，並闖進冠軍賽對戰日本隊，張喜凱擔任冠軍賽的先發投手，雖然投5.1局只失1分，不過中華隊全場被對方封鎖，最終以1:0拿下亞軍，張喜凱也成為這場比賽的敗戰投手。
高中畢業後進入文化大學就讀。

## 職棒生涯
張喜凱報名2019年中華職棒選秀會，以第5輪第29順位被Lamigo桃猿選中。
進入職棒後，球隊希望他以先發投手的身分出賽，還因此和翁瑋均被派到日本與東北樂天金鷲隊一起參加秋訓。2020年10月4日，生涯首度在一軍出賽擔任先發投手，結果投3.1局失6分，承擔敗戰投手，而下一場出賽於10月8日面對中信兄弟隊，以中繼身分投3局失4分，再度拿下敗投；但10月17日再度面對中信兄弟先發投5局無失分，但後續牛棚投手砸鍋導致球隊輸球，因此無關勝敗，2020年球季總計出賽3場比賽，0勝2敗，防禦率6.35。
2021年3月20日，賽季初登板先發投5.2局無失分，拿下生涯首勝，也是中華職棒睽違9年後再度有下勾投手以先發的身分拿下勝投。而2021年總計出賽16場比賽，5勝6敗，防禦率5.04。
2022年，於春訓時控球狀態不理想，因此並未進入一軍名單，但卻在7月中時，教練有意將他改為側投，但最後還是以熟悉的下勾式投球出賽，經過這一年的迷航後，不但沒有一軍出賽紀錄，在二軍也僅出賽2場比賽，防禦率高達16.20。
2022年12月5日，中華職棒公布擴編選秀結果，台鋼雄鷹從樂天桃猿選中張喜凱，期待能透過他的投球方式加上控球的改善後為球隊做出貢獻。
2025年7月21日，張喜凱被台鋼雄鷹註銷註冊。

## 職棒生涯成績
| 年度 | 球隊     | 出賽 | 先發 | 勝投 | 敗投 | 中繼 | 救援 | 完投 | 完封 | 四死 | 三振 | 責失 | 投球局數 | 自責分率 | 被上壘率 |
| ---- | -------- | ---- | ---- | ---- | ---- | ---- | ---- | ---- | ---- | ---- | ---- | ---- | -------- | -------- | -------- |
| 2020 | 樂天桃猿 | 3    | 2    | 0    | 2    | 0    | 0    | 0    | 0    | 8    | 5    | 8    | 11.1     | 6.35     | 1.94     |
| 2021 | 樂天桃猿 | 16   | 15   | 5    | 6    | 0    | 0    | 0    | 0    | 52   | 44   | 42   | 75.0     | 5.04     | 1.72     |
| 2024 | 台鋼雄鷹 | 1    | 1    | 0    | 1    | 0    | 0    | 0    | 0    | 2    | 0    | 4    | 1.2      | 21.60    | 3.60     |
| 合計 | 3年      | 20   | 18   | 5    | 9    | 0    | 0    | 0    | 0    | 62   | 49   | 54   | 88       | 5.52     | 1.78     |

## 外部連結
- 張喜凱在台灣棒球維基館上的頁面（繁體中文）
- 張喜凱在中華職棒官網
- 張喜凱在Baseball-Reference.com（小聯盟以及海外聯盟）（英语）
- 張喜凱的Facebook專頁